# Yung Felix
Felix Laman (Leusden, 2 december 1991), beter bekend onder zijn artiestennaam Yung Felix, is een Nederlands hiphopartiest, dj en muziekproducent in het hip-hop en house genre.

## Levensloop
Laman groeide op in Leusden. Zijn artiestennaam heeft hij te danken aan zijn samenwerking met Sef, Faberyayo en Spacekees waarmee hij in 2011 de formatie  SLBMG (Ski Leraar Bruin Money Gang) vormde. In die tijd produceerde Laman de mixtape Ski or Die en werd hij voortdurend Yung Felix genoemd. Laman vond de naam kinderachtig en wilde aanvankelijk zijn eigen naam gebruiken om muziek uit te brengen. Later besloot hij toch om verder te gaan onder de naam Yung Felix.
Tussen 2013 en 2016 werkte Laman veel samen met de formatie Yellow Claw, een groep bestaande uit Bizzey, Jim Aasgier en Nizzle. In 2013 bracht Laman in samenwerking met Yellow Claw zijn eerste single genaamd Dancefloor Champion uit, deze behaalde echter geen hitnotering. In datzelfde jaar bracht hij ook samen met Great Minds en Kleine Viezerik de track Doag uit. Na een radiostilte van een aantal jaren keerde Laman in 2017 terug met nieuwe singles in samenwerking met onder andere Bizzey, Josylvio, Adje en Hef. Eind 2017 produceerde Laman de single Vroom voor Famke Louise en Bokoesam, de single kreeg media-aandacht en werd binnen een week twee miljoen keer bekeken.
In januari 2018 keerde Laman terug met de single Ja!. Deze maakte hij in samenwerking met Bizzey, Kraantje Pappie en Chivv en behaalde de eerste plaats in de Single Top 100 en op plaats vijf in de Nederlandse Top 40. Op 9 maart 2018 bracht Laman in samenwerking met Poke en Dopebwoy de single Loco uit.
In juni 2019 won Laman de FunX Music Award in de categorie Best Dj.

## Discografie

### Albums
| Jaar | Album      | Vlag van Nederland | Vlag van Nederland | Opmerkingen                  |
| Jaar | Album      | 100                | weken              | Opmerkingen                  |
| ---- | ---------- | ------------------ | ------------------ | ---------------------------- |
| 2018 | Yung Bok   | 19                 | 4                  | In samenwerking met Bokoesam |
| 2018 | Yung Pokro | 8                  | 23                 | In samenwerking met Poke     |

### Singles
| Jaar | Act                                                    | Nummer                    | Vlag van Nederland | Vlag van Nederland | Opmerkingen                                  |
| Jaar | Act                                                    | Nummer                    | 100                | weken              | Opmerkingen                                  |
| ---- | ------------------------------------------------------ | ------------------------- | ------------------ | ------------------ | -------------------------------------------- |
| 2013 | Yung Felix en Yellow Claw                              | Dancefloor Champion       | -                  | -                  | Geen hitnotering                             |
| 2017 | Yung Felix met Bizzey, Jozo, Adje en YOUNGBAEKANSIE    | Doe je dans               | 97                 | 1                  |                                              |
| 2017 | Yung Felix met Bizzey, Josylvio en 3robi               | Badman Ollo               | 59                 | 22                 |                                              |
| 2017 | Yung Felix met Bizzey, Josylvio, Hef en Delivio Reavon | Shaka Zulu                | 78                 | 1                  |                                              |
| 2018 | Yung Felix met Famke Louise en Bokoesam                | Vroom                     | 7                  | 4                  | tip 6 in Top 40 / tip in Vlaamse Ultratop 50 |
| 2018 | Yung Felix met Bizzey, Kraantje Pappie en Chivv        | Ja!                       | 1                  | 23                 | nr. 5 in Top 40                              |
| 2018 | Yung Felix met Bokoesam                                | Life                      | -                  | -                  | Geen hitnotering                             |
| 2018 | Yung Felix met Murda, Lange en Djaga Djaga             | Gasolina                  | 51                 | 2                  |                                              |
| 2018 | Yung Felix met Murda, Vic9 en Yawenthoo                | Issa                      | tip 3              | 1                  |                                              |
| 2018 | Yung Felix met Bokoesam en Bartofso                    | Oorlog                    | -                  | -                  | Geen hitnotering                             |
| 2018 | Yung Felix met Bizzey en Josylvio                      | PumPumPum                 | 61                 | 1                  |                                              |
| 2018 | Yung Felix met Poke en Dopebwoy                        | Loco                      | 12                 | 32                 |                                              |
| 2018 | Yung Felix met Mula B en Bartofso                      | Waar zijn die kechs       | 41                 | 3                  |                                              |
| 2018 | Yung Felix met JoeyAK                                  | Hoofd heet                | 57                 | 1                  |                                              |
| 2018 | Yung Felix met Mula B en 3robi                         | FML                       | 73                 | 1                  |                                              |
| 2018 | Yung Felix met Djezja                                  | Za3ma                     | 58                 | 2                  |                                              |
| 2018 | Yung Felix met Jonna Fraser                            | Paranoia                  | 16                 | 18                 |                                              |
| 2018 | Yung Felix met Zefanio en Ir Sais                      | Mr Lova                   | 52                 | 3                  |                                              |
| 2018 | Yung Felix met Bizzey, Josylvio en Rockywhereyoubeen   | Coca                      | 13                 | 5                  |                                              |
| 2019 | Yung Felix met Bizzey en Poke                          | Baby Momma                | 4                  | 24                 | tip 1 in Top 40                              |
| 2019 | Yung Felix met Bizzey, Chivv en Kraantje Pappie        | Last man standing         | 7                  | 15                 |                                              |
| 2019 | Yung Felix met Poke                                    | Kostbaar                  | 67                 | 1                  |                                              |
| 2019 | Yung Felix met Poke                                    | Oeff                      | 9                  | 19                 |                                              |
| 2019 | Yung Felix met Poke                                    | Controle                  | 100                | 1                  |                                              |
| 2019 | Yung Felix met Bizzey, Kevin en LouiVos                | Mapima                    | 27                 | 6                  |                                              |
| 2019 | Yung Felix met Poke en 3robi                           | Bangalang                 | 45                 | 2                  |                                              |
| 2019 | Yung Felix met Josylvio en Mula B                      | Waarom zoeken naar liefde | 3                  | 17                 |                                              |
| 2020 | Yung Felix met Bizzey, Josylvio en Tallem              | Becky                     | 45                 | 2                  |                                              |
| 2020 | Yung Felix met Poke, Lil' Kleine en Yemi Alade         | Taka                      | 100                | 1                  |                                              |
| 2021 | Yung Felix met Bartofso en Bokoesam                    | 50 cent                   | 35                 | 18                 |                                              |